# Ямбулатово
Ямбула́тово (рос. Ямбулатово, чув. Анаткас Тушкил) — присілок у складі Янтіковського району Чувашії, Росія. Входить до складу Шимкуського сільського поселення.
Населення — 562 особи (2010; 654 у 2002).
Національний склад:
- чуваші — 99 %